# كوفيليت
كوفيليت هو معدن كبريتيد النحاس وصيغته الكيميائية (CuS) وهو من الأملاح النادرة. يتبلور المعدن في فصيلة السداسي، نظام الهرم المنعكس السداسي المزدوج غالبا في طبقات رقيقة أو حبيبات منتشرة في معادن نحاسية أخرى.
التركيب الكيميائي كبرتيد النحاسيك نحاس 66.4% كبريت 33.6% قد يحتوي على الحديد.

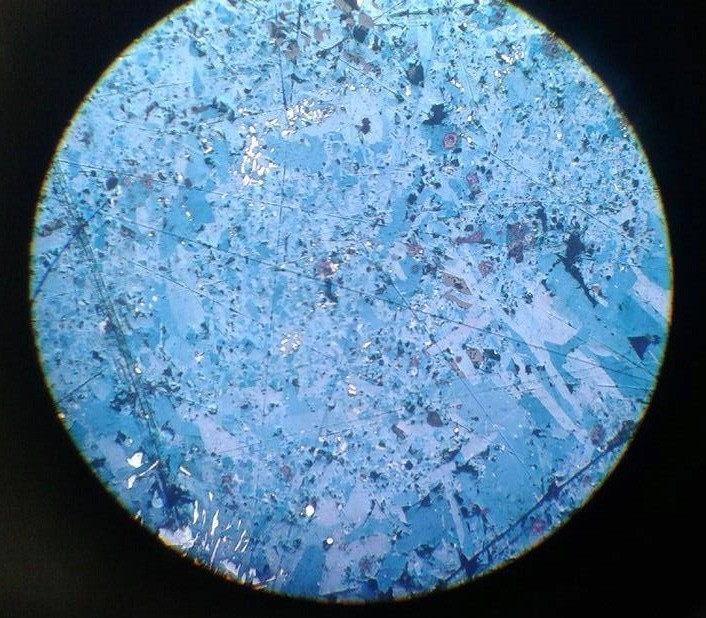
الكوفيلليت تحت المجهر